# Bogusław Postek
 Bogusław Postek – pułkownik dyplomowany Wojska Polskiego; zastępca dowódcy-szef sztabu w 6 Oliwskim Ośrodku Radioelektronicznym (2016–2018); od 1  lipca 2019 dowódca 2 Przasnyskiego Ośrodka Radioelektronicznego.

## Przebieg służby wojskowej
Bogusław Postek w 1987 podjął studia w Wyższej Szkole Oficerskiej Wojsk Łączności w Zegrzu, które ukończył w 1991 uzyskując dyplom inżyniera i był promowany na pierwszy stopień oficerski – podporucznika. W tym samym roku został skierowany służbowo do Warszawy, gdzie objął stanowisko dowódcy plutonu w 103 pułku lotniczym Nadwiślańskich Jednostek Wojskowych MSW. 10 kwietnia 1995 został skierowany do Przasnysza na stanowisko dowódcy plutonu w kompanii rozpoznania 2 pułku rozpoznania radioelektronicznego. Następnie pełnił służbę w tej jednostce na stanowiskach: dowódcy kompanii; oficer-tłumacz; szefa sztabu batalionu; szefów sekcji rozpoznawczej i operacyjnej; dowódcy batalionu rozpoznania radiowego oraz batalionu walki elektronicznej. Następnie objął funkcję szefa rozpoznania w 2 prr. 22 marca 2016 został pożegnany przez dowódcę 2 Ośrodka Radioelektronicznego płk dr Mariusza Gułaja, po czym został skierowany do Gdyni, gdzie sprawował stanowisko zastępcy dowódcy-szef sztabu w 6 Oliwskim Ośrodku Radioelektronicznym. 
Do 1 marca 2018 jako kmdr. por. czasowo pełnił obowiązki dowódcy 6 Ośrodka Radioelektronicznego, które przekazał w Gdańsku dla kmdr Macieja Kasprzaka w obecności inspektora rodzajów wojsk DG RSZ gen. bryg. Sławomira Owczarka. W okresie tym ukończył na Akademii Obrony Narodowej i Akademii Sztuki Wojennej: kursy językowe (m.in. języka angielskiego i ukraińskiego); kurs Doskonalący Dowódców Oddziałów. W 2018 pełnił służbę na stanowisku zastępcy dowódcy 2 Ośrodka Radioelektronicznego. W latach 2004–2019 był prezesem klubu MKS Przasnysz. 
1 lipca 2019, po ukończeniu Wyższego Kursu Operacyjno-Strategicznego, został wyznaczony na stanowisko dowódcy 2 Ośrodka Radioelektronicznego w Przasnyszu. 7 kwietnia 2024 kandydował w wyborach samorządowych na radnego do Rady Powiatu przasnyskiego z listy nr 13 Komitet Wyborczy Blok Samorządowy, otrzymał 836 głosów (12,48%) i uzyskał mandat radnego.

## Awanse
- podporucznik – 1991[2]

(...)
- pułkownik – 2019[9]

## Ordery, odznaczenia i wyróżnienia
W ponad 37 letniej służbie wojskowej był między innymi odznaczany i wyróżniany:
- Srebrny Medal „Siły Zbrojne w Służbie Ojczyzny” – 2015[11]
- Srebrny Medal „Za zasługi dla obronności kraju” – 2014[12]
- Wojskowa Odznaka Sprawności Fizycznej I stopnia – 1991
- Odznaka Honorowa Wojsk Lądowych – 2020[13]
- Kordzik Honorowy Sił Zbrojnych – 2021[14]
- Odznaka pamiątkowa 6 OR – 2018 (ex officio)
- Odznaka pamiątkowa 2 OR – 2019 (ex officio)
- Odznaka pamiątkowa 5 Pułku Ułanów Zasławskich – 2021[15]
- Honorowa Srebrna Odznaka PZPN – 2017[16]
- wyróżnienie samorządowe Pro-Chorzele – 2020[17]
- statuetka „Serce za serce włożone w walkę z COVID-19” – 2021[18]
- Krzyż Niepodległości I Klasy z Gwiazdą (NSZZ Policjantów) – 2022[19]
- Złoty Krzyż Honorowy Związku Piłsudczyków RP – 2022[20]
- Złoty Medal Za Zasługi dla Pożarnictwa – 2022[21]
- Serce Legionu IV stopnia – 2022[21]
- Honorowa Złota Odznaka PZPN – 2022[21]
- Medal za Zasługi dla Policji – 2023[22]
- Medal „Zasłużony dla Szpitala w Przasnyszu” – 2023[23]
- laureat nagrody „Przaśnika” – 2024[24]
- Odznaka Honorowa Sybiraka – 2024[25]

i inne